# 錢繼登
錢繼登（1594年—1672年），字爾先，號龍門，晚號簣山老人，浙江嘉興府嘉善縣人，明朝、南明政治人物。

## 生平
錢繼登生於萬曆二十二年（1594年）二月十日。萬曆四十三年（1615年）乙卯科浙江鄉試舉人，四十四年（1616年）聯捷丙辰科二甲第三名進士。授刑部貴州司主事，審問珠商和宦官侵吞人民財物，陞郎中後亦摘除狡猾官員魏成銓的劣政。出為饒州府知府，恢復芝山書院，制止驕縱的淮王朱翊鉅，陞江西按察司副使，因父母逝世辭官回鄉。起為江西布政使司參議，調江西按察司副使、兵備蘇松常鎮，因事被譴戍到建陽，再起為山西按察司僉事，轉尚寶司少卿，陞光祿寺少卿。
弘光元年（1645年）三月任都察院右僉都御史、總理兩淮鹽法，兼督江防，四月兼撫淮揚，罷巡鹽御史，不久辭官歸鄉。隆武帝即位，徵為南京兵部右侍郎，任內保持氣節，不迎合諧俗。入清後不仕，居家潛心經史。晚年精研佛學。康熙十一年（1672年）卒，享年七十九歲。

## 著作
著有《壑專堂集》、《東皋問耕錄》、《易簣》三卷等。

## 家族
祖父錢堅；父錢吾德，嫡母魏氏。弟錢繼振、錢繼章。